# Новое (Казанковский район)
Новое (укр. Нове, до 2016 г. — Жовтень) — село в Казанковском районе Николаевской области Украины.
Основано в качестве еврейской земледельческой колонии в 1927 году.
Население по переписи 2001 года составляло 29 человек. Почтовый индекс — 56032. Телефонный код — 5164. Занимает площадь 0,39 км².

## Местный совет
56032, Николаевская обл., Казанковский р-н, с. Новофёдоровка, ул. Мира, 40